# М-28 (реактивный снаряд)
М-28 — советский серийный твердотопливный реактивный снаряд.
В документах часто именуется как мина МТВ (Мина Тяжёлая Вращающаяся); также известен как «Иван-долбай», или «Ванюша».
Аналог тяжёлых немецких реактивных снарядов Nebelwerfer (28/32 cm Nebelwerfer 41), несколько образцов которых было захвачено в ходе наступления войск 54-й армии весной 1942 года. Создан в блокадном Ленинграде и применялся только на Ленинградском фронте.
Дальность полёта до 1900 метров, устойчивость снаряду придавалась вращением снаряда вдоль продольной оси и вращение создавалось дополнительными наклонными соплами (турбореактивный снаряд).

### Типы реактивных мин

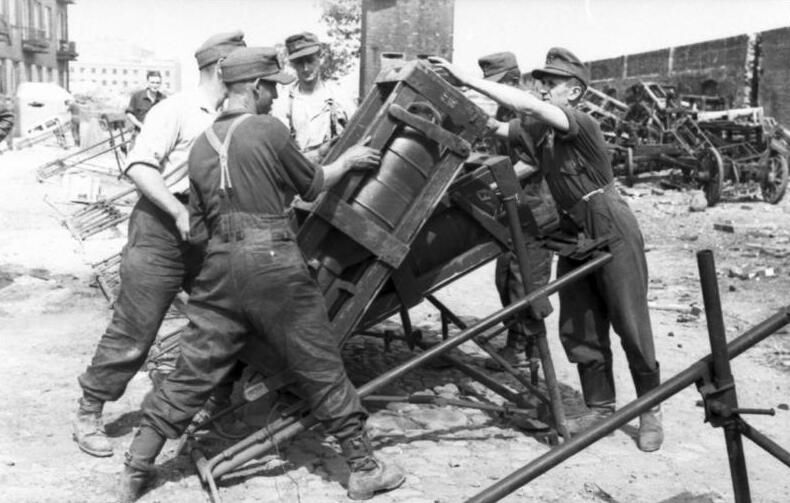
Укладывание немцами на рамную пусковую установку реактивных снарядов в транспортно-пусковых укладочных ящиках-направляющих 28/32 cm Nebelwerfer 41, которые по сути и были скопированы для производства в условиях блокадного города

Существовали следующие типы реактивных мин:
- М-28 (МТВ-280) — (осколочно-фугасные, калибр составлял 280 мм) предназначенные для поражения живой силы противника и лёгких укреплений.
- М-32 (МТВ-320) — (зажигательные, калибром 320 мм) предназначенные для поражения объектов огнём путём разброса на местности нефтепродуктов и их воспламенения.

## Создание
Постановление Горкома от 23 мая 1942 г.

 Об организации производства мин МТВ-280 и МТВ-320 на ленинградских заводах

Бюро Горкома ВКП(б) постановляет:

1. Организовать на ленинградских заводах производство реактивных мин трофейного образца МТВ-280 и МТВ-320 и установок к ним с выпуском в мае и июне месяце следующего количества:

МТВ-280 – 1000 шт.

МТВ-320 – 350 шт.

Установки (рамы) – 125 шт.

2. Возложить изготовление корпусов реактивных мин МТВ-280, МТВ-320 и установок к ним на завод: им. Ленина, №371 им. Сталина, завод «Большевик», со сдачей их на снаряжательные заводы в мае и июне месяце, согласно прилагаемого графика (приложение 1).

3. Директорам заводов №7 Евдокимову и им. 2-й Пятилетки т. Стрельникову организовать в порядке кооперации производство камор для МТВ-280 и МТВ-320 с подачей их на сборку заводам им. Ленина и №371 им. Сталина по графикам последних.

4. Директору завода «Большевик» т. Захарьину организовать производство заготовок в количестве 1500 шт. камор и 1500 шт. сопел для МТВ-280 и МТВ-320 с подачей их заводам Ленина, №371 им. Сталина, № 7 и заводу им. 2-й Пятилетки в сроки, предусмотренные прилагаемым графиком.

5. Директору Охтенского химкомбината т. Николаеву произвести в мае и июне месяце 1350 штук реактивных пороховых зарядов для МТВ-280 и МТВ-320 и поставить их на снаряжение заводу №522 до 4 июня – 250 штук, остальные равномерными партиями в июне месяце.

6. Директору завода №522 НКБ т. Николаеву произвести в мае и июне месяце снаряжение 1000 шт мин МТВ-280 и 350 шт. МТВ-320 в первоочередном порядке перед остальными номенклатурами и не позднее, чем через двое суток после доставки этих мин на завод.

7. Директору 3-й мебельной фабрики т. Коновалову:

изготовить в течение мая и июня месяца 1350 деревянных ящиков-тары к минам МТВ по чертежам АНИОПа и сдать заводам им. Ленина, №371 им. Сталина и заводу «Большевик» по их заявкам;

изготовить к 4 июня сего года 50 шт. деревянных установок (рам) по чертежам завода им. Сталина и сдать Артиллерийскому управлению Ленинградского фронта. <…>

9. Обязать управляющего Ленэнерго т. Карась выделить, начиная с 23 мая сего года для изготовления мин МТВ следующее количество электроэнергии <…>

12. В обеспечении быстрейшего выполнения задания по выпуску мин МТВ-280 и МТВ-320 просить Военный Совет Ленинградского фронта возвратить мастеров, бригадиров и высококвалифицированных рабочих 6, 7 и 8 разрядов, призванных в последнюю мобилизацию в Красную армию»…

## TTX
Дальность полёта: до 1900 метров